# Cassey Tereapii Eggelton
 (décembre 2023).
Si vous disposez d'ouvrages ou d'articles de référence ou si vous connaissez des sites web de qualité traitant du thème abordé ici, merci de compléter l'article en donnant les références utiles à sa vérifiabilité et en les liant à la section « Notes et références ».
Cassey Tereapii Eggelton est une femme politique des îles Cook née le 26 février 1952 sur l'île de Rarotonga. 

## Formation
Elle fait ses études à la Ngatangiia Primary School (1957-1960) puis la Nikao Side School (1961-1963), avant d'intégrer le Tereora College (1964-1967).

## Vie professionnelle
De 1982 à 2006, elle dirige l'hôtel Lagoon Lodge situé dans le district d'Arorangi et depuis s'occupe du groupe Villa Vacations.

## Parcours politique
Cassey Tereapii Eggelton est élue pour la première fois à la députation lors des élections législatives anticipées de 2006 sous l'étiquette du Parti démocrate, dans la circonscription de Matavera. Le 29 juin 2007, elle est nommée Deputy Speaker (vice-présidente) du Parlement. Elle intègre le gouvernement de Jim Marurai en mars 2007 en tant que ministre de l'Environnement et de la Culture, rejoignant de fait la faction du Parti démocrate opposée à son leader Terepai Maoate.

## Vie personnelle
Mariée à Desmond Bey Eggelton, originaire de Nouvelle-Zélande, elle est la mère de deux filles Karla Maree et Liana Maire Nui.
Cassey Tereapii Eggelton a pour beau-frère Sir Frederick Goodwin, qui a été représentant de la reine aux Îles Cook de février 2001 à juillet 2013.

## Autres activités
Elle porte le titre coutumier de Tara'are Mataiapo et est secrétaire du Puara a Takitumu (assemblée regroupant les chefs coutumiers de la tribu de Takitumu).
Elle préside le Comité Miss îles Cook.
Cassey Tereapii Eggelton est consul honoraire de France aux îles Cook depuis 2004.